# خنكان
خنكان (بالفارسية: خِنگان) هي قرية أفغانية في مقاطعة خواهان التابعة لولاية بدخشان الواقعة في شمال شرق أفغانستان.